# Excalibur (film)
Excalibur är en brittisk film från 1981 i regi av John Boorman. Filmen handlar om kung Artur och hans riddare. Filmen bär namn efter Arturs svärd.

## Handling
Svärdet Excalibur ges till Arturs far Uther Pendragon av trollkarlen Merlin emot att Uther allierar sig med rivalen Cornwall. Uthers begär till Cornwalls hustru Igraine leder till att han anfaller Cornwall för att kidnappa henne. Uther lovar Merlin vad som helst för en natt med Igraine. Medan Cornwall rider i strid förvandlar Merlin Uther till Cornwall så denne kan ha sex med Igraine medan den riktige Cornwall dödas. Uther gifter sig med Igraine som föder en son. Merlin kommer och begär barnet. Uther ger det till honom, men ångrar sig. När han jagar Merlin dödas han av Cornwalls män. Före sin död kör han ner svärdet i en sten, och Merlin förklarar att näste man som drar svärdet ska bli kung. Flera år senare samlar sig riddarna för en tornering där vinnaren ska bli kung. Bland dem är riddar Hector och hans söner Kay och Artur. Hectors svärd blir stulet och när Artur inte kan fånga tjuven drar han istället Excalibur ur stenen. Hector och Merlin avslöjar att Artur egentligen är Uthers son.
Den mäktige riddar Leodegraunce accepterar Artur som kung, men riddar Uriens vägrar erkänna Artur. Uriens anfaller Leodegraunces borg, men Artur, Hector och deras anhängare bryter belägringen och tar Uriens tillfånga. Artur begär att Uriens dubbar honom till riddare och ger honom Excalibur för att göra det. Rörd av den unge mannens tilltro svär Uriens trohet till honom. Artur faller för Leodegraunces dotter Guinevere, men Merlin förutspår olycka. Olyckan kommer i form av Lancelot, Arturs bäste riddare, och Morgana, Cornwalls dotter och Arturs halvsyster. Guinevere och Lancelot faller för varandra och Artur finner dem sovandes nakna tillsammans i skogen. Morgana lurar in Merlin i en magisk grotta där han förseglas i kristall. Morgana använder magi för att förvandla sig till Guinevere och förför Artur. Hon föder en son: Mordred. Riket drabbas av missväxt och Artur blir övertygad om att den heliga Graal är det enda som kan rädda landet. Riddarna spenderar flera år i sökandet medan Mordred växer till en mäktig riddare och tränger in i Arturs rike med en armé. Artur säger till Mordred att han inte kan ge Mordred riket, men erbjuder Mordred sin kärlek. Mordred svarar att det är den enda Artur äger som han inte vill ha.
Perceval, Arturs yngste och mest oskuldsfulle riddare, får en vision av Graalen och inser att riket och Artur är densamma. Graalen framträder för Perceval och han återför liv till Artur och riket. Artur och Kay samlar de sista av riddarna för att slå tillbaka Mordreds armé. Merlin, som nu lever i människans undermedvetna som en dröm, lurar Morgana att kasta en trollformel som manar fram en dimma och återställer henne till sin rätta ålder. Mordred känner inte igen sin mor och dödar henne. Artur och riddarna anfaller i skydd av dimman. Riddarna dör en efter en, men Lancelot återvänder och striden vänder till riddarnas fördel. Mordred spetsar Artur med ett spjut, men blir nedhuggen av Artur. Perceval är den enda överlevande och blir beordrad att slänga Excalibur i en sjö för att ges till en framtida kung. När Perceval återvänder till slagfältet ser han Arturs kropp seglas iväg av feer till Avalon.

## Rollista (i urval)
- Nigel Terry - Kung Artur
- Helen Mirren - Morgana
- Nicol Williamson - Merlin
- Cherie Lunghi - Guenevere
- Nicholas Clay - Lancelot
- Paul Geoffrey - Perceval
- Liam Neeson - Gawain
- Robert Addie - Mordred
- Gabriel Byrne - Uther Pendragon
- Keith Buckley - Uryens
- Katrine Boorman - Igrayne
- Corin Redgrave - Cornwall
- Patrick Stewart - Leondegrance
- Niall O'Brien - Kay
- Clive Swift - Hector
- Ciarán Hinds - Kung Lot

## Om filmen

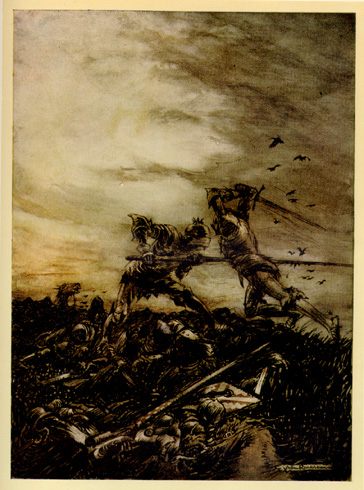
Hur Mordred dräptes av Artur, av Arthur Rackham, inspirationen till filmens slutscen.

John Boorman och hans medförfattare valde att filmatisera Artur-legenden från ett mytologisk och allegorisk ståndpunkt. Filmen utspelar sig i en mytologisk medeltid där element från olika epoker blandas fritt. Huvudkällan till filmens narrativ var Morte D'Arthur, från 1469. Övrig inspiration kom ifrån From Ritual to Romance av Jessie L. Weston och Den gyllene grenen av James George Frazer. Ett av deras grepp var att kombinera svärdet i stenen med Excalibur och smälta samman figurerna Morgause och Morgan le Fay till en figur. Förutom Trevor Jones originalmusik använde Boorman musik av Richard Wagner och Carl Orffs verk O Fortuna ur Carmina Burana.